# Crystal Kay
Crystal Kay, född 1986 i Yokohama, är en japansk sångerska. 

## Biografi
Crystal Kays far är amerikan och hennes mor är koreanska men Crystal Kay föddes i Yokohama, den näst största staden i Japan. Hon växte upp i Yokohama med sin musikaliska familj. Hennes mor var sångerska och hennes far var låtskrivare. Genom sin föräldrar fick hon träffa flera kända artister som liten, bland annat Diana Ross och Bobby Brown. När Kay var fyra år började hon sjunga sånger till reklamfilmer. En sång hon sjöng i en reklam för Vitamin Water blev populär och 1999 släpptes en full version av låten med titeln "Eternal Memories" som hennes första singel. Året därefter, då hon bara var 13 år, släppte hon sitt debutalbum Crystal Lover Light.

## Diskografi

### Studioalbum
- 2000 - C.L.L Crystal Lover Light
- 2001 - 637: Always and Forever
- 2002 - Almost Seventeen
- 2003 - 4 Real
- 2005 - Crystal Style
- 2006 - Call Me Miss...
- 2007 - All Yours
- 2008 - Color Change!
- 2010 - Spin the Music

### Samlingsalbum
- 2004 - CK5
- 2009 - Best of Crystal Kay
- 2011 - Love Song Best